# カール・ウィーガーズ
カール・ウィーガーズ（Karl E. Wiegers）は、アメリカ合衆国のソフトウェア工学者である。IEEE（米国電気電子学会）、IEEE Computer Society、ACM（計算機協会）のメンバーであり、IEEE Softwareの編集委員も務める。

## 経歴
ボイシ州立大学で1973年に化学の学士号を取得、イリノイ大学で1975年に有機化学の修士号、1977年に博士号を取得した。
1979年にイーストマン・コダックに入社し、科学者として写真の研究に従事した。1983年にソフトウェア部門へ移動し、開発者、品質管理リーダーとして、計18年務める。
1997年、オレゴン州・ポートランドにコンサルティング会社Process Impactを設立。
1997年に『Creating a Software Engineering Culture（邦題：ソフトウェア開発の持つべき文化）』、2000年に『Software Requirements（邦題：ソフトウェア要求）』に対して、Dr. Dobb's Journalから、その年の優れた技術書としてProductivity Awardが贈られた。

## 著作
- Karl E. Wiegers『ソフトウェア要求 －顧客が望むシステムとは－』日経BPソフトプレス、2003年7月14日。ISBN 978-4891003548。
- Karl E. Wiegers『ピアレビュー －高品質ソフトウェア開発のために－』日経BPソフトプレス、2004年3月1日。ISBN 978-4891003883。
- Karl E. Wiegers『ソフトウェア開発の持つべき文化』翔泳社、2005年6月。ISBN 978-4798108711。
- Karl E. Wiegers『要求開発と要求管理 －顧客の声を引き出すには－』日経BPソフトプレス、2006年12月11日。ISBN 978-4891005290。
- Karl Wiegers、Joy Beatty『ソフトウェア要求』（第3版）日経BPソフトプレス、2014年11月。ISBN 978-4822298395。